# Ruti Asarsai

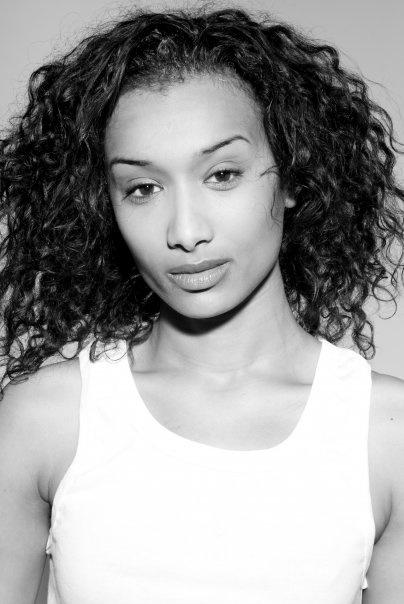
Ruti Asrasai

Ruti Asarsai; hebräisch רותי אסרסאי; (* 16. September 1982 in Beʾer Scheva) ist eine israelische Schauspielerin. Sie erhielt im Jahr 2010 den israelischen Theaterpreis.

## Leben
Asarsais Eltern stammen aus Tigray in Äthiopien und siedelten sich in Beʾer Scheva an. Sie ist das älteste von fünf Kindern.
Im Jahr 2004 begann Asarsai ihr Studium an der Beit-Zvi-Theaterakademie. Während ihres Studiums erhielt sie verschiedene Stipendien. Nach dem Studium begann sie ihre Karriere am Theater Beʾer Scheva.
Im Jahre 2009 begann sie am Cameri-Theater zu wirken, wo sie die Marie in Woyzeck gab. Außerdem spielt sie in verschiedenen anderen Stücken, wie Lady Ann in Richard III. Im Jahr 2012 nahm sie am neuesten Film von Joseph Pitchhadze Candies teil.